# Bitwa nad Uji (1180)
Bitwa nad Uji (jap. 以仁王の挙兵 Mochihito-ō no kyohei; dosł. „Powstanie księcia Mochihito”) – pierwsza bitwa wojny Gempei, stoczona w 1180 roku na moście nad rzeką Uji pomiędzy wojskami rodów Minamoto, dowodzonymi przez Yorimasę Minamoto a oddziałami rodu Taira. Starcie zakończyło się zwycięstwem żołnierzy Taira.
Minamotowie po porażce w czasie tzw. zamieszek ery Heiji zostali w większości rozbici, a dyktatorską władzę przejął Kiyomori Taira. W 1180 roku przeciwnicy jego polityki: ocaleni potomkowie rodu Minamoto, mnisi z klasztorów Kōfuku-ji i Onjō-ji oraz syn cesarza Go-Shirakawy, książę Mochihito zawiązali spisek. Zanim został on odkryty i okrutnie zdławiony, książę Mochihito zdołał rozesłać wici. Mochihito i Yorimasa Minamoto (dotąd znany jako poeta i dworzanin, nie wojownik) musieli uciekać ze stolicy z kilkuset konnymi.
Pościg wojowników Taira dogonił uciekinierów nad rzeką Uji. Atak Tairów z północnego brzegu został przez jakiś czas powstrzymany przez broniących zniszczonego mostu mnichów-wojowników z klasztorów w Narze. Według tradycji, pojedynczy mnich Gochin-no-Tajima stawiał opór żołnierzom Tairów, mistrzowsko walcząc swoją naginatą – przecinał nawet w powietrzu lecące na niego strzały. Kolejny mnich, Jomyō, zabił dziewięciu wojowników, zanim jego naginata nie pękła – rzucił się wtedy na przeciwnika uzbrojony jedynie w sztylet tantō. Ostatecznie jednak natarcie Tairów zepchnęło obrońców do pobliskiego klasztoru Byōdō-in, gdzie Yorimasa popełnił samobójstwo przez seppuku (według tradycji był to pierwszy przypadek tego rytualnego samobójstwa). Książę Mochihito zginął trafiony strzałą.
W zemście za pomoc udzieloną buntownikom Kiyomori Taira nakazał atak na Narę. W następstwie oblężenia tego miasta zginęło ok. 3,5 tys. ludzi. Bitwa nad Uji skończyła się porażką Minamotów, rozpoczynając wojnę Gempei, z której ostatecznie, po pięciu latach zmagań, ród ten wyszedł zwycięsko.